# سارآباد برآفتاب
سارآباد برآفتاب، روستایی از توابع بخش بشارت شهرستان الیگودرز در استان لرستان ایران است.

## جمعیت
این روستا در دهستان ذلقی شرقی قرار دارد و بر اساس سرشماری مرکز آمار ایران در سال ۱۳۸۵، جمعیت آن ۲۹ نفر (۶خانوار) بوده‌است.